# Bainoceratops efremovi
Bainoceratops efremovi Tereschenko & Alifanov, 2003 era un dinosauro appartenente ai ceratopsi che visse in Mongolia durante il Campaniano medio-inferiore, circa 81-74 milioni di anni fa.

## Classificazione
Il Bainoceratops, lontano parente del Triceratops, è conosciuto soltanto per la sua colonna vertebrale. Nonostante ciò, la sua spina dorsale basta per distinguerlo dal più famoso Protoceratops e invece imparentarlo al grande Udanoceratops tschizhovi.

## Dieta
Come tutti i ceratopsi, questo dinosauro era erbivoro. Usava infatti il suo caratteristico becco per strappare foglie, felci e fiori, che avevano cominciato a prosperare.